# Anna Dahlberg
Anna Hildegard Dahlberg, född 5 juli 1969 i Skövde församling, Skaraborgs län, är en svensk politisk tjänsteman, tidigare politisk redaktör på Expressen och sedan 30 mars 2023 statssekreterare åt statsminister Ulf Kristersson.

## Biografi
Anna Dahlberg kommer ifrån Skövde men bor sedan länge Stockholm.
Hon var journalist och ledarskribent på Expressen från juli 1998 och regelbundet från 1999. Innan dess arbetade hon på Östgöta Correspondenten. Tidigare har Dahlberg haft Mellanöstern och Balkan som specialbevakningsområden.
Hon har varit en flitigt anlitad gäst i såväl radio som tv, däribland panelen i Godmorgon, världen!, Aktuellt och Agenda. En av hennes artiklar från Arena är med i antologin "Goda Nyheter 2003". År 2004 tilldelades hon Guldpennan.
I maj 2008 blev hon politisk redaktör på Expressen, då hon efterträdde P.M. Nilsson och blev tidningens första kvinna på posten. I sina ledarartiklar i Expressen kom hon att ta kraftig ställning mot främlingsfientlighet och skrev på valdagen 2010 den uppmärksammade ledaren "Rösta nej till hatet", som illustrerades med ett fotografi av en söndertrasad valsedel från Sverigedemokraterna i en rännsten. Hon konstaterade bland annat att Sverige hade stagnerat utan invandringen och att gatubilden hade varit torftig.
Dahlberg har räknats som en av Sveriges mest inflytelserika opinionsbildare och rankades exempelvis som den näst mäktigaste medieprofilen av Fokus 2015.
I mars 2023 kom beskedet att Anna Dahlberg lämnade Expressen för att istället bli statssekreterare åt statsminister Ulf Kristersson. Även på denna post efterträdde hon P.M. Nilsson.